# Fernandocrambus diabolicus
Fernandocrambus diabolicus là một loài bướm đêm trong họ Crambidae.